# Робърт Солоу
Робърт Солоу (на английски: Robert Solow) е американски икономист, удостоен с Нобелова награда за икономика през 1987 г. за приноса му към теорията на икономическия растеж.

## Биография
Робърт Солоу е роден на 23 август 1924 г. в Бруклин, Ню Йорк Сити, САЩ в семейство на евреи. Той е най-голямото от общо трите деца на семейството. Средното си образование получава в Ню Йорк. През септември 1940 г. влиза в Харвард със стипендия. След две години напуска университета, за да постъпи в армията. Служи през Втората световна война до август 1945 г.
След края на войната се завръща в Харвард и завършва университета. След това учи и в Колумбийския университет. Веднага след края на следването му започва да преподава икономика в Масачузетския технологичен институт.

## Публикувани трудове
- A Contribution to the Theory of Economic Growth //  Quarterly Journal of Economics 70 (1).   1956. DOI:10.2307/1884513. с. 65 – 94.
- Technical Change and the Aggregate Production Function //  Review of Economics and Statistics 39 (3).   1957. DOI:10.2307/1926047. с. 312 – 320.
- Linear Programming and Economic Analysis.   New York, McGraw-Hill, 1958.
- The New Industrial State or Son of Affluence.   Indianapolis, Bobbs-Merrill, 1967.
- The Economics of Resources or the Resources of Economics //  The American Economic Review 64 (2).   1974. DOI:10.2307/1816009. с. 1 – 14.
- The last 50 years in growth theory and the next 10 //  Oxford Review of Economic Policy 23 (1).   2007. DOI:10.1093/oxrep/grm004. с. 3 – 14.